# Diskografie Sandry
Diskografie Sandry, německé popové zpěvačky, obsahuje vydané nahrávky této umělkyně. Do května 2012 vydala devět studiových alb, sedm kompilací, čtyřicet čtyři singlů, čtyři box sety a tři video alba. Celosvětově prodala přibližně 30 miliónů nahrávek.
Poté, co Sandra ukončila jako zpěvačka spolupráci s diskotékovým triem Arabesque, zahájila sólovou kariéru pod manažerským vedením Michaela Cretua, který se stal také jejím producentem. V roce 1985 pro ni složil první mezinárodní hit „(I'll Never Be) Maria Magdalena“, jenž dobyl vrchol singlových hitparád. Ve druhé polovině 80. a na počátku 90. let prožila období největší popularity zejména na evropském kontinentu.
Do roku 1992 následovalo sedmnáct písní, včetně singlů „In the Heat of the Night“, „Hi! Hi! Hi!“, „Everlasting Love“, „Heaven Can Wait“ a „Hiroshima“, které se umístily v první dvacítce hitparád Švédska, Egypta, Francie, Jihoafrické republiky, Izraele, Japonska a Brazílie. Studiová alba Into a Secret Land (1988) a Close to Seven (1992) se stala v hudebních žebříčcích jejími nejúspěšnějšími. V období 1990–2001 propůjčila hlas hudebnímu projektu Enigma, z něhož se několik nahrávek prosadilo až na vrchol amerických a britských hitparád.

## Alba

### Studiová alba
| Rok                                                                          | Studiové album                                                                                        | Nejvyšší umístění v hitparádě | Nejvyšší umístění v hitparádě | Nejvyšší umístění v hitparádě | Nejvyšší umístění v hitparádě | Nejvyšší umístění v hitparádě | Nejvyšší umístění v hitparádě | Nejvyšší umístění v hitparádě | Nejvyšší umístění v hitparádě | Nejvyšší umístění v hitparádě | Certifikace                                |
| Rok                                                                          | Studiové album                                                                                        | GER                           | SWI                           | AUT                           | FRA                           | NED                           | ESP                           | SWE                           | NOR                           | POL                           | Certifikace                                |
| ---------------------------------------------------------------------------- | --- | ----------------------------- | ----------------------------- | ----------------------------- | ----------------------------- | ----------------------------- | ----------------------------- | ----------------------------- | ----------------------------- | ----------------------------- | ------------------------------------------ |
| 1985                                                                         | The Long Play - Vydáno: 9. prosince 1985 - Vydavatel: Virgin - Formáty: CD, kazeta, LP                | 12                            | 4                             | 18                            | —                             | 43                            | 25                            | 2                             | 8                             | —                             | - GER: zlato - FRA: zlato                  |
| 1986                                                                         | Mirrors - Vydáno: 26. srpna 1986 - Vydavatel: Virgin - Formáty: CD, CS, LP                            | 16                            | 13                            | —                             | —                             | —                             | —                             | 40                            | 14                            | —                             |                                            |
| 1988                                                                         | Into a Secret Land - Vydáno: 24. října 1988 - Vydavatel: Virgin - Formáty: CD, CS, LP                 | 14                            | 9                             | 13                            | 14                            | —                             | —                             | 22                            | 18                            | —                             | - GER: zlato - SWI: platina - FRA: platina |
| 1990                                                                         | Paintings in Yellow - Vydáno: 26. března 1990 - Vydavatel: Virgin - Formáty: CD, CS, LP               | 4                             | 8                             | 14                            | 13                            | —                             | —                             | 30                            | —                             | —                             | - GER: zlato - SWI: platina - FRA: zlato   |
| 1992                                                                         | Close to Seven - Vydáno: 2. února 1992 - Vydavatel: Virgin - Formáty: CD, CS, LP                      | 7                             | 13                            | 26                            | 18                            | 87                            | —                             | 27                            | 20                            | —                             |                                            |
| 1995                                                                         | Fading Shades - Vydáno: 12. června 1995 - Vydavatel: Virgin - Formáty: CD, CS                         | 42                            | 37                            | —                             | —                             | —                             | —                             | —                             | —                             | —                             |                                            |
| 2002                                                                         | The Wheel of Time - Vydáno: 17. května 2002 - Vydavatel: Virgin - Formáty: CD, CD Limited Edition, CS | 8                             | 68                            | 63                            | —                             | —                             | —                             | —                             | —                             | —                             |                                            |
| 2007                                                                         | The Art of Love - Vydáno: 23. února 2007 - Vydavatel: Virgin - Formáty: CD, MP3                       | 16                            | 88                            | —                             | 159                           | —                             | —                             | —                             | —                             | 26                            | - RUS: zlato                               |
| 2009                                                                         | Back to Life - Vydáno: 27. března 2009 - Vydavatel: Virgin - Formáty: CD, MP3                         | 26                            | 83                            | —                             | —                             | —                             | —                             | —                             | —                             | —                             |                                            |
| "—" znamená, že se nahrávka v hitparádě neumístila nebo nebyla v zemi vydána | |                               |                               |                               |                               |                               |                               |                               |                               |                               |                                            |

### Kompilační alba
| Rok                                                                          | Kompilační album                                                                                              | Nejvyšší umístění v hitparádě | Nejvyšší umístění v hitparádě | Nejvyšší umístění v hitparádě | Nejvyšší umístění v hitparádě | Nejvyšší umístění v hitparádě | Nejvyšší umístění v hitparádě | Nejvyšší umístění v hitparádě | Nejvyšší umístění v hitparádě | Nejvyšší umístění v hitparádě | Certifikace                              |
| Rok                                                                          | Kompilační album                                                                                              | GER                           | SWI                           | AUT                           | FRA                           | NED                           | BEL                           | SWE                           | NOR                           | POL                           | Certifikace                              |
| ---------------------------------------------------------------------------- | --- | ----------------------------- | ----------------------------- | ----------------------------- | ----------------------------- | ----------------------------- | ----------------------------- | ----------------------------- | ----------------------------- | ----------------------------- | ---------------------------------------- |
| 1987                                                                         | Ten on One (The Singles) - Vydáno: 5. října 1987 - Vydavatel: Virgin - Formáty: CD, kazeta, LP                | 19                            | 14                            | 28                            | —                             | —                             | —                             | —                             | —                             | —                             | - GER: zlato - SWI: platina - FRA: zlato |
| 1988                                                                         | Everlasting Love - Vydáno: prosinec 1988 (pouze ve VB a USA) - Vydavatel: Virgin - Formáty: CD, CS, LP        | —                             | —                             | —                             | —                             | —                             | —                             | —                             | —                             | —                             |                                          |
| 1992                                                                         | 18 Greatest Hits - Vydáno: 12. října 1992 - Vydavatel: Virgin - Formáty: CD, CS, DCC, LP                      | 10                            | 27                            | —                             | 4                             | 81                            | 5                             | 36                            | —                             | —                             | - GER: zlato - FRA: platina              |
| 1999                                                                         | My Favourites - Vydáno: 4. června 1999 - Vydavatel: Virgin - Formáty: CD, CS                                  | 16                            | 43                            | —                             | 16                            | —                             | —                             | —                             | 15                            | —                             |                                          |
| 2003                                                                         | The Essential - Vydáno: 1. dubna 2003 - Vydavatel: Virgin - Formáty: CD, CS                                   | —                             | —                             | —                             | —                             | —                             | —                             | —                             | —                             | 39                            |                                          |
| 2006                                                                         | Reflections - Vydáno: 28. září 2006 - Vydavatel: Virgin - Formáty: CD, MP3                                    | 44                            | —                             | —                             | 145                           | —                             | —                             | —                             | —                             | —                             |                                          |
| 2009                                                                         | The Platinum Collection - Vydáno: 6. prosince 2009 - Vydavatel: Virgin - Formáty: dvojité CD, trojité CD, MP3 | —                             | —                             | —                             | —                             | —                             | —                             | —                             | —                             | —                             |                                          |
| "—" znamená, že se nahrávka v hitparádě neumístila nebo nebyla v zemi vydána | |                               |                               |                               |                               |                               |                               |                               |                               |                               |                                          |

## Singly

### Komerční singly
| Rok                                                                          | Singl                                            | Nejvyšší umístění v hitparádě | Nejvyšší umístění v hitparádě | Nejvyšší umístění v hitparádě | Nejvyšší umístění v hitparádě | Nejvyšší umístění v hitparádě | Nejvyšší umístění v hitparádě | Nejvyšší umístění v hitparádě | Nejvyšší umístění v hitparádě | Nejvyšší umístění v hitparádě | Nejvyšší umístění v hitparádě | Album               |
| Rok                                                                          | Singl                                            | GER                           | SWI                           | AUT                           | FRA                           | NLD                           | ITA                           | ESP                           | SWE                           | NOR                           | UK                            | Album               |
| ---------------------------------------------------------------------------- | ------------------------------------------------ | ----------------------------- | ----------------------------- | ----------------------------- | ----------------------------- | ----------------------------- | ----------------------------- | ----------------------------- | ----------------------------- | ----------------------------- | ----------------------------- | ------------------- |
| 1976                                                                         | „Andy mein Freund“                               | —                             | —                             | —                             | —                             | —                             | —                             | —                             | —                             | —                             | —                             | pouze singl         |
| 1984                                                                         | „Japan ist weit“                                 | —                             | —                             | —                             | —                             | —                             | —                             | —                             | —                             | —                             | —                             | pouze singl         |
| 1985                                                                         | „(I'll Never Be) Maria Magdalena“                | 1                             | 1                             | 1                             | 5                             | 2                             | 3                             | 2                             | 1                             | 1                             | 87                            | The Long Play       |
| 1985                                                                         | „In the Heat of the Night“                       | 2                             | 2                             | 6                             | 5                             | 13                            | 9                             | 11                            | 2                             | —                             | —                             | The Long Play       |
| 1986                                                                         | „Little Girl“                                    | 14                            | 18                            | 27                            | —                             | —                             | 11                            | —                             | —                             | —                             | —                             | The Long Play       |
| 1986                                                                         | „Innocent Love“                                  | 11                            | 14                            | —                             | 10                            | —                             | 9                             | 30                            | —                             | 6                             | —                             | Mirrors             |
| 1986                                                                         | „Hi! Hi! Hi!“                                    | 7                             | 20                            | 12                            | 13                            | 47                            | 8                             | 36                            | —                             | —                             | —                             | Mirrors             |
| 1986                                                                         | „Loreen“                                         | 23                            | 29                            | —                             | —                             | —                             | —                             | —                             | —                             | —                             | —                             | Mirrors             |
| 1987                                                                         | „Midnight Man“                                   | 24                            | —                             | —                             | —                             | —                             | 36                            | 50                            | —                             | —                             | —                             | Mirrors             |
| 1987                                                                         | „Everlasting Love“                               | 5                             | 5                             | 6                             | 12                            | 12                            | 19                            | 17                            | —                             | —                             | 88                            | Ten on One          |
| 1988                                                                         | „Stop for a Minute“                              | 9                             | 14                            | —                             | —                             | —                             | —                             | —                             | —                             | —                             | —                             | Ten on One          |
| 1988                                                                         | „Everlasting Love (PWL Remix)“                   | —                             | —                             | —                             | —                             | —                             | —                             | —                             | —                             | —                             | 45                            | Everlasting Love    |
| 1988                                                                         | „Heaven Can Wait“                                | 12                            | 16                            | 4                             | 6                             | —                             | —                             | —                             | —                             | —                             | 97                            | Into a Secret Land  |
| 1988                                                                         | „Secret Land“                                    | 7                             | 9                             | 17                            | 26                            | 81                            | 40                            | 16                            | 15                            | —                             | —                             | Into a Secret Land  |
| 1988                                                                         | „We'll Be Together“                              | 9                             | 22                            | 16                            | 13                            | —                             | —                             | —                             | —                             | —                             | —                             | Into a Secret Land  |
| 1989                                                                         | „Around My Heart“                                | 11                            | 19                            | 23                            | 28                            | —                             | —                             | —                             | —                             | —                             | —                             | Into a Secret Land  |
| 1990                                                                         | „Hiroshima“                                      | 4                             | 4                             | —                             | 16                            | —                             | —                             | —                             | —                             | —                             | —                             | Paintings in Yellow |
| 1990                                                                         | „(Life May Be) A Big Insanity“                   | 27                            | —                             | —                             | 41                            | —                             | —                             | —                             | —                             | —                             | —                             | Paintings in Yellow |
| 1990                                                                         | „One More Night“                                 | 31                            | —                             | —                             | —                             | —                             | —                             | —                             | —                             | —                             | —                             | Paintings in Yellow |
| 1992                                                                         | „Don't Be Aggressive“                            | 17                            | 24                            | 30                            | 39                            | 51                            | —                             | —                             | 27                            | 7                             | —                             | Close to Seven      |
| 1992                                                                         | „I Need Love“                                    | —                             | —                             | —                             | —                             | —                             | —                             | —                             | —                             | —                             | —                             | Close to Seven      |
| 1992                                                                         | „Johnny Wanna Live“                              | 37                            | —                             | —                             | —                             | 67                            | —                             | —                             | —                             | —                             | —                             | 18 Greatest Hits    |
| 1993                                                                         | „Maria Magdalena '93“                            | —                             | —                             | —                             | —                             | —                             | —                             | —                             | —                             | —                             | —                             | pouze singl         |
| 1995                                                                         | „Nights in White Satin“                          | 86                            | —                             | —                             | —                             | —                             | —                             | —                             | —                             | —                             | —                             | Fading Shades       |
| 1995                                                                         | „Won't Run Away“                                 | —                             | —                             | —                             | —                             | —                             | —                             | —                             | —                             | —                             | —                             | Fading Shades       |
| 1999                                                                         | „Secret Land '99 Remix“                          | 69                            | —                             | —                             | —                             | —                             | —                             | —                             | —                             | —                             | —                             | My Favourites       |
| 2001                                                                         | „Forever“                                        | 47                            | —                             | —                             | —                             | —                             | —                             | —                             | —                             | —                             | —                             | The Wheel of Time   |
| 2002                                                                         | „Such a Shame“                                   | 76                            | —                             | —                             | —                             | —                             | —                             | —                             | —                             | —                             | —                             | The Wheel of Time   |
| 2002                                                                         | „I Close My Eyes“                                | 93                            | —                             | —                             | —                             | —                             | —                             | —                             | —                             | —                             | —                             | The Wheel of Time   |
| 2006                                                                         | „Secrets of Love“ (feat. DJ BoBo)                | 13                            | 5                             | 39                            | —                             | —                             | —                             | —                             | —                             | —                             | —                             | Greatest Hits       |
| 2007                                                                         | „The Way I Am“                                   | 50                            | —                             | —                             | —                             | —                             | —                             | —                             | —                             | —                             | —                             | The Art of Love     |
| 2007                                                                         | „What Is It About Me“                            | —                             | —                             | —                             | —                             | —                             | —                             | —                             | —                             | —                             | —                             | The Art of Love     |
| 2009                                                                         | „In a Heartbeat“                                 | 59                            | —                             | —                             | —                             | —                             | —                             | —                             | —                             | —                             | —                             | Back to Life        |
| 2009                                                                         | „The Night Is Still Young“ (feat. Thomas Anders) | 45                            | —                             | —                             | —                             | —                             | —                             | —                             | —                             | —                             | —                             | Back to Life        |
| "—" znamená, že se nahrávka v hitparádě neumístila nebo nebyla v zemi vydána |                                                  |                               |                               |                               |                               |                               |                               |                               |                               |                               |                               |                     |

### Promo singly
| Rok  | Singl                                       | Poznámky                             | Album              |
| ---- | ------------------------------------------- | ------------------------------------ | ------------------ |
| 1988 | „Sisters and Brothers“                      | Vydáno jen v Japonsku                | The Long Play      |
| 1989 | „La Vista de Luna“                          | Vydáno jen ve Španělsku              | Into a Secret Land |
| 1992 | „Steady Me                                  | Vydáno jen v Německu                 | Close to Seven     |
| 1999 | „In the Heat of the Night 99 Remix“         | Vydáno jen ve Francii na vinylu      | My Favourites      |
| 1999 | „(I'll Never Be) Maria Magdalena '99 Remix“ | Vydáno jen ve Francii na vinylu      | My Favourites      |
| 2002 | „Forgive Me“                                | Vydáno jen v Německu                 | The Wheel of Time  |
| 2006 | „Everlasting Love 2006“                     | Vydáno jen v Německu                 | Reflections        |
| 2006 | „Around My Heart 2006“                      | Vydáno jen v Polsku                  | Reflections        |
| 2007 | „In the Heat of the Night 2007“             | Digitální singl vydán jen ve Francii | Reflections        |
| 2007 | „All You Zombies“                           | Vydáno jen vPolsku                   | The Art of Love    |

## Videografie

### Video alba
| Rok  | Video album              | Poznámky                       | Certifikace  |
| ---- | ------------------------ | ------------------------------ | ------------ |
| 1987 | Ten on One (The Singles) | - Formát: VHS - Délka: 56 min  | - GER: zlato |
| 1992 | 18 Greatest Hits         | - Formát: VHS - Délka: 71 min  |              |
| 2003 | The Complete History     | - Formát: DVD - Délka: 137 min | - GER: zlato |

### Videoklipy
| Rok  | Videoklip                         | Režie                                |
| ---- | --------------------------------- | ------------------------------------ |
| 1985 | „(I'll Never Be) Maria Magdalena“ | Mike Leckebusch                      |
| 1985 | „In the Heat of the Night“        | Michael Bentele                      |
| 1986 | „Little Girl“                     | Mike Stiebel                         |
| 1986 | „Innocent Love“                   | DoRo                                 |
| 1986 | „Hi! Hi! Hi!“                     | DoRo                                 |
| 1986 | „Loreen“                          | Kai von Kotze                        |
| 1987 | „Midnight Man“                    | Wolfgang Simon a Michael van Almsick |
| 1987 | „Everlasting Love (2. verze)      | DoRo                                 |
| 1988 | „Stop for a Minute“               | DoRo                                 |
| 1988 | „Heaven Can Wait“                 | DoRo                                 |
| 1988 | „Secret Land“                     | Bulle Bernd                          |
| 1988 | „We'll Be Together“               | Bulle Bernd                          |
| 1989 | „Around My Heart“                 | Bulle Bernd                          |
| 1990 | „Hiroshima                        | R. Willaert                          |
| 1990 | „(Life May Be) A Big Insanity“    | Howard Greenhalgh                    |
| 1990 | „One More Night“                  | Dee Trattmann                        |
| 1992 | „Don't Be Aggressive“             | Howard Greenhalgh                    |
| 1992 | „I Need Love“                     | Howard Greenhalgh                    |
| 1992 | „Johnny Wanna Live“               | Howard Greenhalgh                    |
| 1993 | „Maria Magdalena '93“             | Marcus Adams                         |
| 1995 | „Nights in White Satin“           | Angel Hart                           |
| 1999 | „Secret Land '99“                 | Thomas Job                           |
| 2001 | „Forever“                         | Thomas Job                           |
| 2006 | „Secrets of Love“                 | Robert Bröllochs                     |
| 2009 | „The Night Is Still Young“        | Susanne Sigi                         |

## Box sety
- 1993 – Francie / 1994 – Německo:
  - The Long Play / Mirrors / Into a Secret Land (Francie: modrý obal; Německo: žlutý obal / obsahuje fotografie CD z prvních třech studiových alb)
- 1995 – Francie:
  - 2 CD Originaux (The Long Play a Into a Secret Land v CD boxu, Virgin 8410382)
- 2000 – Francie / 2001 – Německo:
  - The Long Play / 18 Greatest Hits
- 2011 – Německo:
  - Classic Albums 2in1 – Pack 1: „The Long Play“ / „Paintings In Yellow“, Pack 2: „Mirrors“ / „Into A Secret Land“